# Brendon Rodney
Brendon Rodney (født 9. april 1992) er en canadisk sprinter.
Han repræsenterede sit land i 200 meter ved verdensmesterskaberne i atletik i Beijing i 2015, hvor han blev elimineret i  semifinaleheatet.
I 2021 repræsenterede han Canada ved sommer-OL 2020 i Tokyo, hvor han blev elimineret i 200 meter indledende indledende løb. Efterfølgende vandt stafetholdet bestående af Rodney, Aaron Brown, Jerome Blake og Andre De Grasse deres anden bronzemedalje i træk i 4×100 m stafet.